# Natural (chanson)
Singles de Imagine Dragons
Born to Be Yours
(2018) Zero
(2018)
Pistes de Origins
Boomerang
Natural est une chanson du groupe de rock américain Imagine Dragons dont les membres ont coécrit la chanson avec Justin Tranter et leurs producteurs Mattman & Robin. Elle a été publiée par KIDinaKORNER et Interscope Records le 17 juillet 2018 en tant que premier single du quatrième album du groupe Origins, paru en 2018, mais également en tant qu'hymne de la saison d'ESPN College Football. Elle est devenue leur cinquième chanson numéro un dans le classement US Hot Rock Songs du Billboard.

## Historique
Le chanteur d'Imagine Dragons, Dan Reynolds, explique que Natural parle de « se trouver soi-même et avoir envie et pouvoir se tenir debout face à n'importe quelle adversité à laquelle on est confrontée. » Dans un article de presse annonçant la sortie, il ajoute que « vivre dans un monde impitoyable peut faire ressortir le pire en vous et parfois, le meilleur. Ce serait un mensonge de vous dire que je ne suis pas devenu sceptique à propos de certaines choses durant cette dernière décennie. Cependant, je crois que lorsque vous apprenez vraiment à vous aimer, les jugements et les mots de haine deviennent dénués de sens,. »
Cette chanson a été choisie par ESPN comme hymne 2018 pour la saison de football américain universitaire,. C'est la deuxième fois qu'une chanson d'Imagine Dragons est choisie, la première ayant été Roots en 2015. « Natural incarne l'énergie, l'esprit et l'épopée tragique de chaque équipe durant les College Football Playoff et c'est pourquoi elle a été choisie en tant qu'hymne pour cette année. » déclare Emeka Ofodile, le vice-président du marketing sports d'ESPN,. Natural fait également partie de la bande son du jeu vidéo NHL 19 d'EA Sports.

## Composition
Natural est composée d'un « mix de batterie explosive et de paroles inspirantes [avec] une instrumentation rock digne d'un stade ».

## Réception critique
Markos Papadatos du Digital Journal considère Natural comme une « chanson bien fabriquée et bien produite », écrivant que « la voix de Reynolds est impressionnante, brute et puissante » et que la chanson « recueille deux pouces levés. »
Sam Tornow du magazine Billboard décrit la chanson comme féroce et forte. Mike Wass du site web Idolator considère la chanson comme un hymne prêt pour la radio et destinée à devenir un tube après le troisième album studio du groupe Evolve paru en 2017. Tiana Timmerberg du site "Radio.com" dit de la chanson qu'elle est énergique et inspirante, ajoutant qu'elle donne un sentiment positif avec des paroles puissantes.

## Clip vidéo
Un clip vidéo pour la chanson est sorti le 24 août 2018. Dan Reynolds y est montré comme le propriétaire d'une demeure dans laquelle se passent d'étranges choses. Le chanteur est ensuite montré en train de creuser une tombe pour une femme qui se fait poursuivre par les habitants étranges de la maison. Il finit par enterrer la jeune femme vivante. Les scènes alternent également avec le groupe en train de jouer la chanson avec leurs instruments dans le jardin.

## Performances live
Le 9 juillet 2018, Imagine Dragons a fait un live à la télévision dans le Jimmy Kimmel Live!. Cette performance inclut un morceau de guitare jouée en solo par Wayne Sermon, le guitariste principal, qui a ensuite été étendu dans l'enregistrement studio.

## Personnel

### Imagine Dragons
- Dan Reynolds – voix et chœurs, claviers
- Wayne Sermon – guitare acoustique, guitare électrique, chœurs
- Ben McKee – basse, claviers, chœurs
- Daniel Platzman – batterie, percussions, chœurs

### Production
Crédits adaptés de Tidal.
- Mattman & Robin – production, ingénierie
- Serban Ghenea – mixing

## Classements
| Classement (2018–2019)                     | Meilleure position |
| ------------------------------------------ | ------------------ |
| Argentine (Argentina Hot 100)              | 96                 |
| Australie (ARIA)                           | 28                 |
| Autriche (Ö3 Austria Top 40)               | 9                  |
| Belgique (Flandre Ultratop 50 Singles)     | 5                  |
| Belgique (Wallonie Ultratop 50 Singles)    | 42                 |
| Canada (Hot 100)                           | 12                 |
| Communauté des États indépendants (Tophit) | 4                  |
| Canada CHR/Top 40 (Billboard)              | 36                 |
| Canada Hot AC (Billboard)                  | 21                 |
| Croatie(HRT)                               | 19                 |
| Tchéquie (IFPI Rádio)                      | 2                  |
| Tchéquie (IFPI Singles Digitál)            | 2                  |
| Estonie (IFPI)                             | 33                 |
| France (SNEP)                              | 55                 |
| France (SNEP Ventes)                       | 11                 |
| Allemagne (Media Control AG)               | 16                 |
| Grèce (IFPI International Digital Singles) | 22                 |
| Hongrie (Rádiós Top 40)                    | 5                  |
| Hongrie (Stream Top 40)                    | 3                  |
| Irlande (IRMA)                             | 35                 |
| Italie (FIMI)                              | 48                 |
| Pays-Bas (Nederlandse Top 40)              | 6                  |
| Pays-Bas (Single Top 100)                  | 17                 |
| Nouvelle-Zélande (Recorded Music NZ)       | 37                 |
| Norvège (VG-lista)                         | 9                  |
| Pologne (ZPAV)                             | 4                  |
| Portugal (AFP)                             | 5                  |
| Roumanie (Airplay 100)                     | 50                 |
| Russie Airplay (Tophit)                    | 4                  |
| Écosse (OCC)                               | 44                 |
| Slovaquie (IFPI Rádio)                     | 3                  |
| Slovaquie (Singles Digitál Top 100)]       | 4                  |
| Slovénie (SloTop50)                        | 19                 |
| Corée du Sud (Gaon)                        | 87                 |
| Espagne (PROMUSICAE)                       | 86                 |
| Suède (Sverigetopplistan)                  | 39                 |
| Suisse (Schweizer Hitparade)               | 3                  |
| Royaume-Uni (UK Singles Chart)             | 49                 |
| Ukraine Airplay (Tophit)                   | 10                 |
| États-Unis (Hot 100)                       | 13                 |
| États-Unis (Adult Contemporary)            | 28                 |
| États-Unis (Adult Pop Songs)               | 4                  |
| États-Unis (Pop Airplay)                   | 11                 |
| États-Unis (Hot Rock Songs)                | 1                  |

| Classement (2018)                          | Position |
| ------------------------------------------ | -------- |
| Autriche (Ö3 Austria Top 40)               | 52       |
| Belgique (Ultratop Flanders)               | 40       |
| Canada (Canadian Hot 100)                  | 89       |
| Communauté des États indépendants (Tophit) | 54       |
| Israël (Galgalatz)                         | 29       |
| Pays-Bas (Single Top 100)                  | 64       |
| Pays-Bas (Dutch Top 40)                    | 18       |
| Russie (Tophit)                            | 69       |
| Suisse (Schweizer Hitparade)               | 24       |
| États-Unis Billboard Hot 100               | 69       |
| US Mainstream Top 40 (Billboard)           | 50       |

## Certifications
| Région | Certification | Ventes/Streams |
| --- | ------------- | -------------- |
| Autriche (IFPI) | Or            | 15 000x        |
| Belgique (BEA) | Or            | 20 000*        |
| Canada (Music Canada) | Platine       | 80 000^        |
| France (SNEP) | Or            | 150 000*       |
| Italie (FIMI) | Or            | 25 000‡        |
| *Ventes selon la certification ^Mise en rayon selon la certification xNon précisé par la certification ‡ventes/streaming selon la certification |               |                |

## Historique de sortie
| Pays          | Date            | Format                 | Label                       | Réf.   |
| ------------- | --------------- | ---------------------- | --------------------------- | ------ |
| International | 16 juillet 2018 | - Digital - Streaming  | - KIDinaKORNER - Interscope | [ 19 ] |
| États-Unis    | 31 juillet 2018 | Alternative radio      | - KIDinaKORNER - Interscope | [ 80 ] |
| États-Unis    | 28 août 2018    | Contemporary hit radio | - KIDinaKORNER - Interscope | [ 81 ] |

## Source
- (en) Cet article est partiellement ou en totalité issu de l’article de Wikipédia en anglais intitulé « Natural (Imagine Dragons song) » (voir la liste des auteurs).